# Sergiusz (Łarin)
Sergiusz, imię świeckie Siergiej Iwanowicz Łarin (ur. 27 lutego?/11 marca 1908 w Petersburgu, zm. 12 września 1967 w Mamontowce) – rosyjski biskup prawosławny.

## Życiorys
W 1915 uczył się w V gimnazjum w Piotrogrodzie, które ukończył jako 37 Radziecką szkołę II stopnia w 1925. Od tego samego roku pracował jako psalmista i hipodiakon w parafii Żywej Cerkwi prowadzonej przy soborze Kazańskiej Ikony Matki Bożej w Petersburgu. W 1926 wyświęcony na diakona jako mężczyzna żonaty, pozostawał duchownym Żywej Cerkwi. W 1930 przyjął święcenia kapłańskie i pracował w różnych cerkwiach Leningradu. Ukończy Wyższy Instytut Teologiczny w Leningradzie. 
W 1933 rozwiódł się z żoną i złożył wieczyste śluby mnisze w monasterze Zaśnięcia Matki Bożej w Tichwinie. Od roku następnego do 1937 był proboszczem różnych parafii Żywej Cerkwi w obwodzie leningradzkim. Od 1937 działał w Moskwie, od 1938 jako dziekan parafii moskiewskich należących do Żywej Cerkwi, z godnością archimandryty. Według innego źródła od 1935 do 1938 (lub między 1936 a 1939) przebywał w łagrze w Dmitrowie. Istnieje również wersja, według której Siergiej Łarin nie uzyskał wykształcenia teologicznego ani nigdy nie żył w monasterze.
11 listopada 1941 miała miejsce jego chirotonia na biskupa zwienigorodzkiego, wikariusza eparchii moskiewskiej, w której jako konsekratorzy wzięli udział m.in. Pierwszy Hierarcha Żywej Cerkwi Aleksander (Wwiedienski) oraz biskup Witalis (Wwiedienski). W 1943 został biskupem taszkenckim i samarkandzkim.
27 grudnia 1943 ogłosił swoje wystąpienie z Żywej Cerkwi (razem z całą kierowaną eparchią), złożył akt pokutny i został jako zwykły mnich przyjęty ponownie do Rosyjskiego Kościoła Prawosławnego. Ponownie wyświęcony na hierodiakona i hieromnicha, od marca 1944 służył w cerkwi św. Eliasza w Zagorsku.
15 sierpnia 1944 miała miejsce jego chirotonia na biskupa kirowohradzkiego, wikariusza eparchii odeskiej. Ceremonia miała miejsce w Kijowie z udziałem metropolity kijowskiego Jana. W 1946 objął urząd biskupa odeskiego i kirowohradzkiego (od 1945 zarządzał eparchią odeską jako locum tenens). Od 1947 był biskupem rostowskim i taganroskim (od 1948 nosił tytuł biskupa rostowskiego i nowoczerkaskiego), nadal zarządzając eparchią odeską. W 1949 zwolniony z urzędu biskupa Odessy, został locum tenens eparchii żytomierskiej, a następnie jej ordynariuszem. Po roku przeniesiony na katedrę grodzieńską i brzeską. W 1951, na własną prośbę, został przeniesiony w stan spoczynku. 
W 1952 objął zarząd eparchii tulskiej i bielowskiej. Po dwóch latach przeniesiony na katedrę astrachańską i stalingradzką, zaś w 1959 – do eparchii omskiej i tiumeńskiej. W 1961 uzyskał tytuł naukowy kandydata nauk teologicznych za pracę poświęconą Żywej Cerkwi, rok później nadano mu tytuł magistra za kolejną pracę poruszającą podobne problemy.
3 kwietnia 1961 został arcybiskupem permskim i solikamskim, jednak już po roku przeniesiono go na katedrę berlińską i niemiecką, otrzymując równocześnie tytuł Egzarchy Europy Środkowej. W 1964 objął katedrę jarosławską i rostowską.
Uczestniczył w dialogu Rosyjskiego Kościoła Prawosławnego z innymi autokefalicznymi Cerkwiami lokalnymi: w 1946 prowadził rozmowy z Serbskim Kościołem Prawosławnym w sprawie przejścia w jurysdykcję Patriarchatu Moskiewskiego struktur Kościoła prawosławnego w Czechosłowacji. Pochodził z ubogiej rodziny, jednak jako biskup prowadził wyjątkowo wystawny tryb życia.